# Josef Jungmann
Josef Jungmann (n. 16 iulie 1773, Hudlice⁠(d), Țările Coroanei Boeme, Sfântul Imperiu Roman – d. 14 noiembrie 1847, Praga, Imperiul Austriac) a fost un poet și lingvist boem și o figură de frunte a Renașterii Naționale Cehe. Împreună cu Josef Dobrovský, el este considerat a fi creatorul limbii cehe moderne. A contribuit prin opera sa științifică la formarea linvisticii cehe.

## Viața
Jungmann a fost cel de-al șaselea copil (din cei zece) al unui cizmar. Tatăl său era un german din Boemia, iar mama lui era de origine cehă. Copiii au crescut vorbind acasă ambele limbi, ceea ce a contribuit foarte mult la înțelegerea și asumarea ulterioară de către el a unui rol în renașterea limbii cehe. În tinerețe el a vrut să devină preot. După ce a urmat școala secundară în perioada 1788-1792, a ales totuși să studieze filosofia și dreptul. Începând din 1799, el a început să predea la liceul local (Gymnasium) din Litoměřice (Leitmeritz), oraș ce avea pe atunci o majoritate germană. În 1815 s-a mutat la Praga, unde a lucrat până în 1845 ca profesor de limba cehă la Colegiul Academic din Orașul Vechi. A obținut un doctorat în filozofie și matematică în anul 1817; el a fost decan al Facultății de Arte în 1827 și 1838. În 1840, el a devenit rector al Universității Caroline din Praga.

## Opera
Jungmann a fost un susținător riguros al revitalizării scrierii în limba cehă. Spre deosebire de profesorul său, Josef Dobrovský, el și-a scris opera literară și științifică numai în limba cehă. În 1805 a publicat o traducere a nuvelei „Atala” de Chateaubriand. Prin aceasta, el a intenționat să demonstreze că limba cehă poate fi folosită în texte literare complicate. Mai târziu, a publicat traduceri din Johann Wolfgang Goethe, Friedrich Schiller și John Milton. Poeziile originale ale lui Jungmann sunt puține, dar includ două sonete din perioada Renașterii timpurii și poemul epic scurt „Oldřich o Božena”.
În următorii ani, el a publicat o serie de texte polemice, în special Discuții în limba cehă. În 1820 a publicat Slovesnost (Poetica), care este primul manual ceh de teorie literară. Acestei cărți i-a urmat în 1825 volumul Istoria literaturii cehe, care prezintă pentru prima oară în limba cehă istoria literaturii cehe. 
Cea mai importantă scriere a sa este Dicționarul ceh-german în cinci volume (1834-1839), care reprezintă fundamentul întregii culturi și literaturi cehe. În acest dicționar, el a pus bazele vocabularului limbii cehe moderne, dovedind că fondul lexical al limbii cehe este capabil să îndeplinească toate cerințele impuse de gradul de dezvoltare al societății. În vederea realizării unei game stilistice a vocabularului pe care îl dorea, pentru un efect poetic, și în scopul extinderii resurselor lexicale ale limbii cehe, Jungmann a reînviat cuvinte arhaice din documentele istorice pe care le-a studiat, a împrumutat cuvinte din alte limbi slave și a creat neologisme. Multe dintre cuvintele sale au devenit o parte permanentă a limbii cehe moderne.
Strada Jungmannova și Jungmannovo náměstí (Piața Jungmann) din Praga sunt numite după el; în piață se află o statuie impunătoare a lui Jungmann.
Imaginea sa a fost reprezentată pe bancnota de 5 coroane cehoslovace care a fost tipărită în 1938, dar nu a mai apucat să fie pusă în circulație. În timpul ocupației germane a Cehoslovaciei, bancnotele tipărite în 1938 au circulat în perioada 1939-1940 în Protectoratul Boemiei și Moraviei, teritoriu autonom al Germaniei Naziste, având aplicate pe față cu inscripțiile „Protektorat Böhmen und Mähren” și „Protektorát Čechy a Morava” 

### Scrieri
- Krok

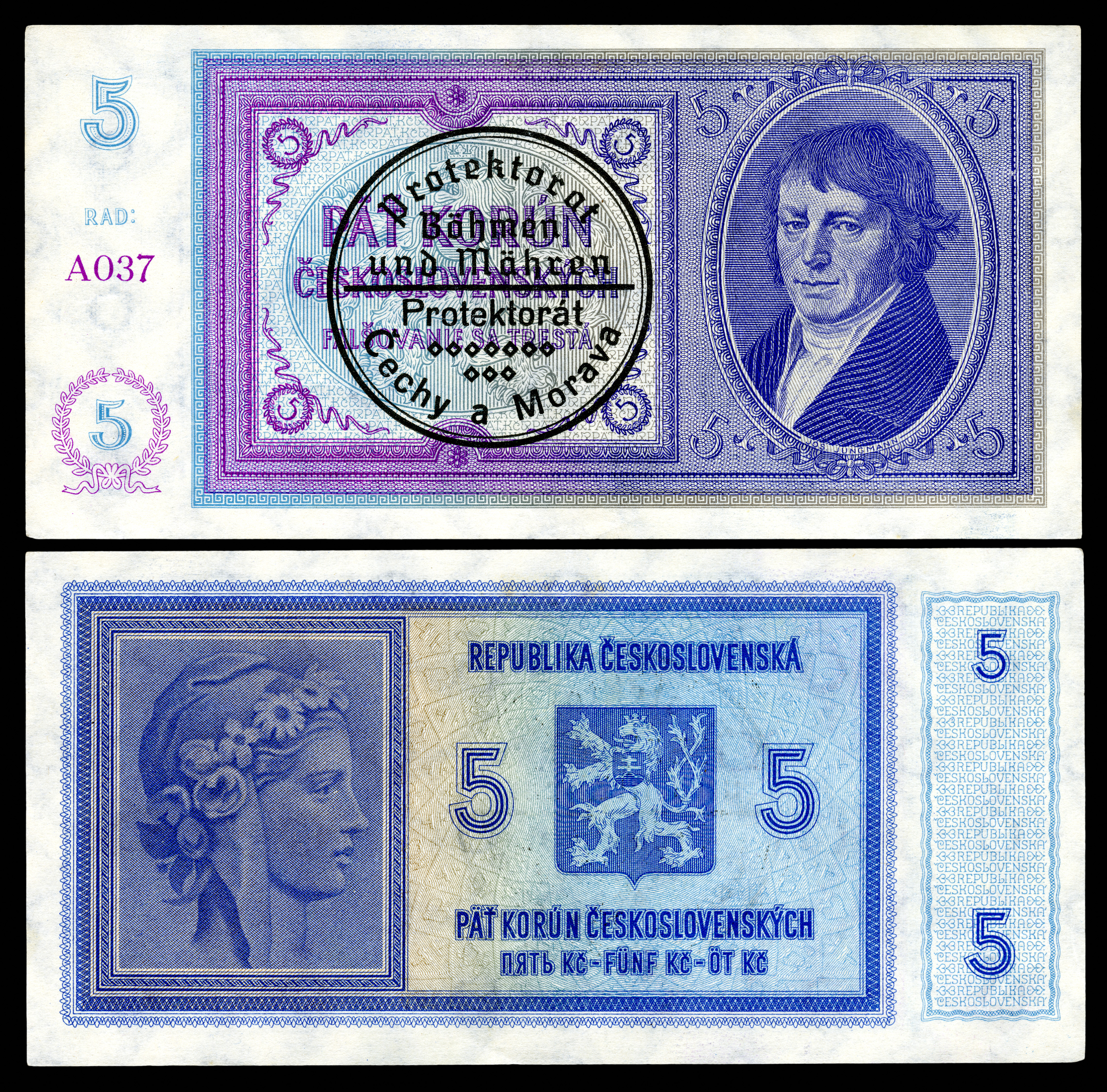
Bancnota de 5 coroane care a circulat în perioada 1939-1940 în Protectoratul Boemiei și Moraviei.

- Nepředsudečné mínění o české prozódii, 1804
- O jazyku českém, 1806
- O klasičnosti literatury o důležitosti její
- Oldřich o Božena, 1806
- Rozmlouvání o jazyku českém
- Antibohemia, 1814
- Slovesnost aneb Sbírka příkladů s krátkým pojednáním o slohu, 1820
- Historie literatury české aneb Soustavný přehled spisů českých, s krátkou historií národu, osvícení o jazyka, 1825
- Slovník česko-německý, 1834-1839 (5 vol.)
- Slovo ke statečnému o blahovzdělanému Bohemariusovi, 1814
- Zápisky, 1871

## Biografii
- Emanuel Chalupný: Jungmann, Praga, 1909
- Julius Dolanský: Jungmannův odkaz (Z dějin české slovesnosti), Praga, 1948